# Eulalio Gutiérrez
Eulalio Gutiérrez Ortiz (2 février 1881, Ramos Arizpe (es), Coahuila - 12 août 1939, Saltillo,Coahuila) est un général et homme d'État mexicain nommé président de la République par la Convention d'Aguascalientes, il exerce ses fonctions entre le 6 novembre 1914 et 16 janvier 1915 .